# وری‌اکزک
وری‌اکزک (به انگلیسی: Veriexec) یک روش امضا کردن فایل‌ها در سیستم‌عامل نت‌بی‌اس‌دی است. وری‌اکزک یک گره دستگاهی جدید در شاخه ‎/dev و در مسیر ‎/dev/veriexec ایجاد می‌کند که از طریق آن می‌توان فهرستی از امضاها را در هسته بارگذاری کرد. این فهرست اطلاعاتی از جمله مسیر فایل‌ها به انضمام هش‌ها و همین‌طور نوع فایل (مقدار DIRECT برای فایل‌های اجرایی، INDIRECT برای اسکریپت‌ها، FILE برای فایل‌های عادی یا کتابخانه‌های اشتراکی) را در خود دارد. هسته سیستم‌عامل می‌تواند محتویات فایل‌های امضا شده را با استفاده از این هش‌ها و درست قبل از اینکه آنها توسط فراخوان‌های سیستمی open()‎ یا exec()‎ باز شوند، بررسی کند. هنگامی که Veriexec در سطح ۰ فعال است، در صورت پیش آمدن عدم تطابق، هسته تنها یک هشدار چاپ می‌کند. در سطح ۱، در صورت پیش آمدن عدم تطابق، هسته مانع دستیابی داشتن به فایل‌ها می‌شود. در سطح ۲، هسته مانع بازنویسی یا پاک شدن فایل‌های امضا شده می‌شود. در بالاترین سطح که سطح ۳ است، هسته به هیچ عنوان اجازه دستیابی به فایل‌های امضا نشده را نخواهد داد.